# Aloeides
Aloeides är ett släkte av fjärilar. Aloeides ingår i familjen juvelvingar.

## Bildgalleri

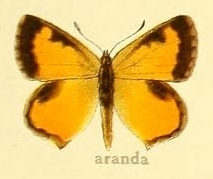
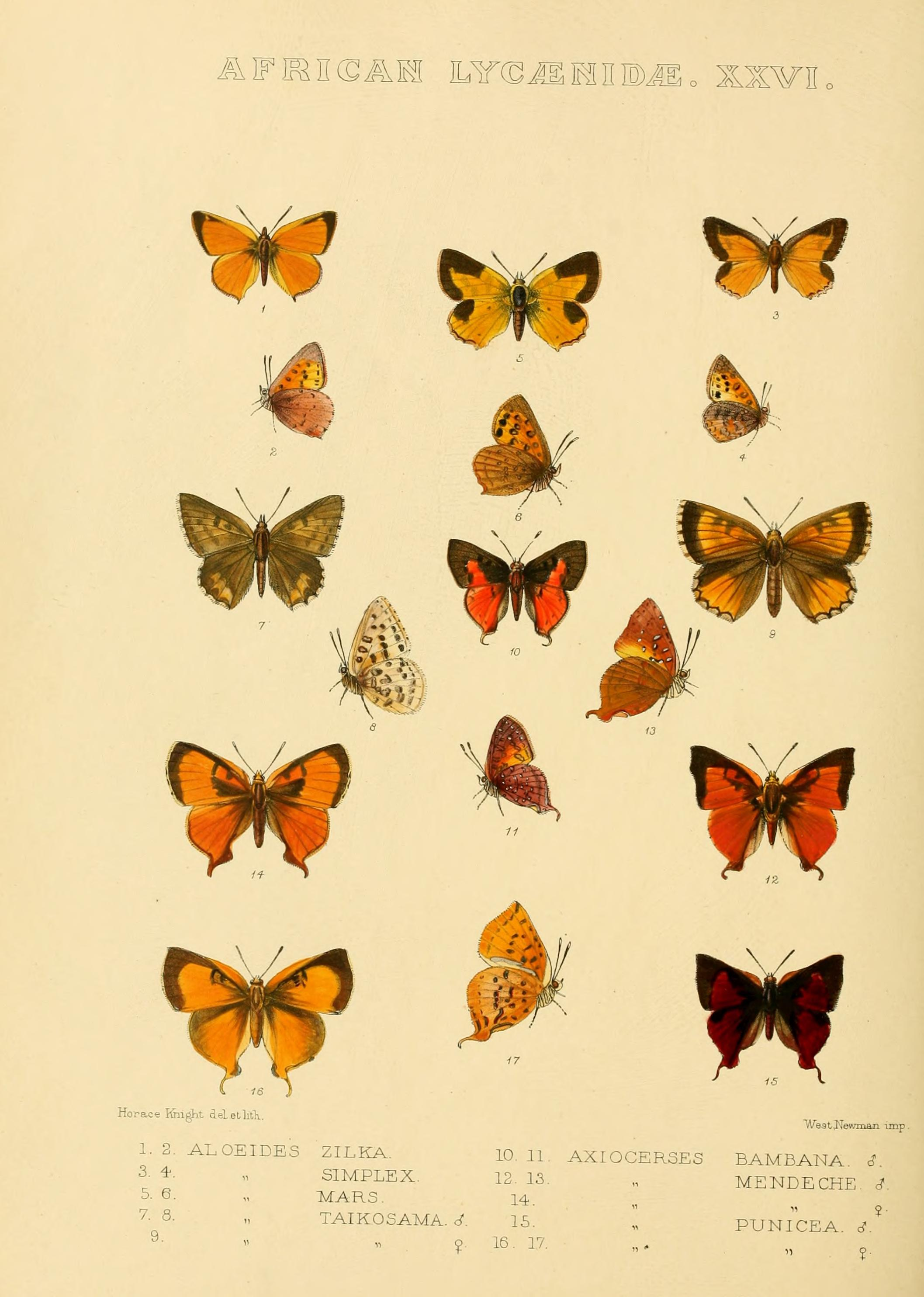
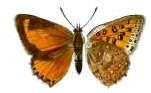
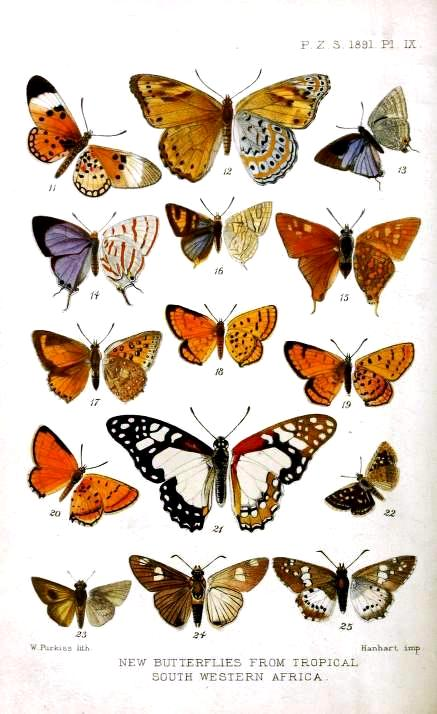
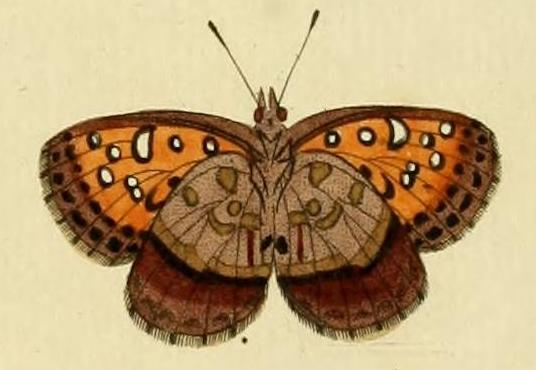
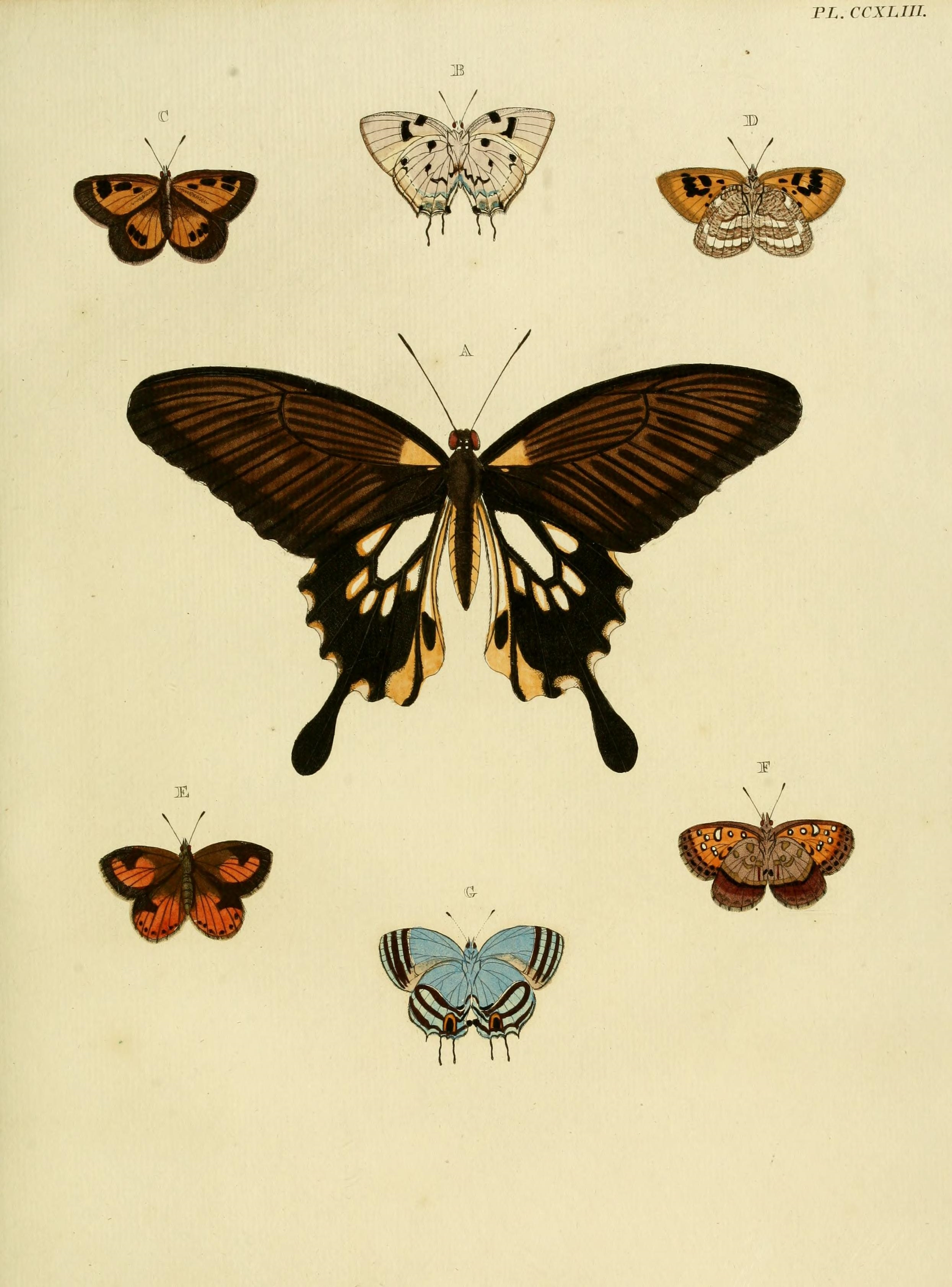

## Dottertaxa tillAloeides, i alfabetisk ordning[1]
- Aloeides angolensis
- Aloeides angoniensis
- Aloeides apicalis
- Aloeides aranda
- Aloeides arida
- Aloeides aurata
- Aloeides bamptoni
- Aloeides braueri
- Aloeides caledoni
- Aloeides carolynnae
- Aloeides clarki
- Aloeides coalescens
- Aloeides conradsi
- Aloeides damarensis
- Aloeides dentatus
- Aloeides depicta
- Aloeides dryas
- Aloeides egerides
- Aloeides euadrus
- Aloeides evadrus
- Aloeides gowani
- Aloeides grandis
- Aloeides griseus
- Aloeides jacksoni
- Aloeides juana
- Aloeides kaplani
- Aloeides kiellandi
- Aloeides krooni
- Aloeides landmani
- Aloeides lenningi
- Aloeides littoralis
- Aloeides lutescens
- Aloeides macmasteri
- Aloeides margaretae
- Aloeides mars
- Aloeides maseruna
- Aloeides mashona
- Aloeides molomo
- Aloeides mumbuensis
- Aloeides natalensis
- Aloeides nollothi
- Aloeides ochraceus
- Aloeides oreas
- Aloeides pallida
- Aloeides penningtoni
- Aloeides pierus
- Aloeides plowesi
- Aloeides pringlei
- Aloeides punctata
- Aloeides quickelbergei
- Aloeides rileyi
- Aloeides rougemonti
- Aloeides simplex
- Aloeides southeyae
- Aloeides stevensoni
- Aloeides suetonius
- Aloeides susanae
- Aloeides swanepoeli
- Aloeides taikosoma
- Aloeides talboti
- Aloeides taylori
- Aloeides trimeni
- Aloeides vansoni
- Aloeides zilka